# Frederik Bargum
Frederik Bargum, född 1733, död 1800, var en dansk affärsidkare. Han var slavhandlare, och grundare av slavhandelsföretaget Guineisk Kompagni, som han också drev under hela dess verksamhetstid 1765-1774. 